# Potopitev Lusitanie: Katastrofa na morju
Potop Lusitanie: Katastrofa na morju (angleško: Sinking of the Lusitania: Terror at Sea) je angleški dramsko-dokumentarni film, ki ga je režiral Christopher Spencer, leta 2007. 
90 minutni film govori o potopu britanske potniške prekooceanske ladje RMS Lusitania, ki jo je 7. maja 1915 ob južni obali Irske napadla in torpedirala nemška podmornica U-20. Prizori iz Lusitanie so bili posneti z obsežnimi odseki ladje ob južnoafriški obali, medtem ko so prizore na podmornici U-20 snemali v studiu Bavaria v Münchnu z uporabo na novo prenovljenega 25-letnega kompleta U-podmornice, studijskega modela in popoln podpornik, prvotno izdelan za Das Boot. 

## Vsebina
"Spomnite se Lusitanie! Maščujte se Lusitaniji!" To so besede, ki so mnoge mlade državljane ZDA navdihnile za prostovoljno služenje med prvo svetovno vojno. Potopitev te velike prekooceanske potniške ladje je povzročilo ogorčenje po celem svetu. 7. maja 1915 je nemški torpedo ladjo poslal na dno severnega Atlantskega oceana v samo 18 minutah - njeno hitro potapljanje je povzročilo premalo časa za spustitev vseh reševalnih čolnov v vodo. Od 1.962 potnikov in članov posadke je umrlo 1.198 ljudi, med njimi 94 otrok in 128 ameriških državljanov od katerih je bilo nekaj zelo znanih. Nevtralna država predsednika Woodrowa Wilsona je začela pokati od jeze. Po vsej državi so bili pozivi ZDA naj vzame v roke orožje in napove vojno Nemčiji. Tragedija Lusitanie je bila tako glavna prelomnica velike vojne in glavni dejavnik, ki je ZDA aprila 1917 pripeljal v prvo svetovno vojno proti Nemčiji.

## Vloge
- John Hannah - Profesor Ian Holbourn
- Madeleine Garrood - Alvis Dolphin
- Kenneth Cranham - Kapitan William T. Turner
- Graham Hopkins - Častnik James C. Anderson
- Michael Feast - Hoobbs
- Florian Panzer - Kapitan Walther Schwieger
- Adrian Topol - Charles Voegele
- Kevin Otto -  Alfred Gwyne Vanderbilt
- Peter Benedict - Prvi častnik podmornice U-20
- Karen Haacke - Dorothy Taylor